# Siemenshaus (Goslar)

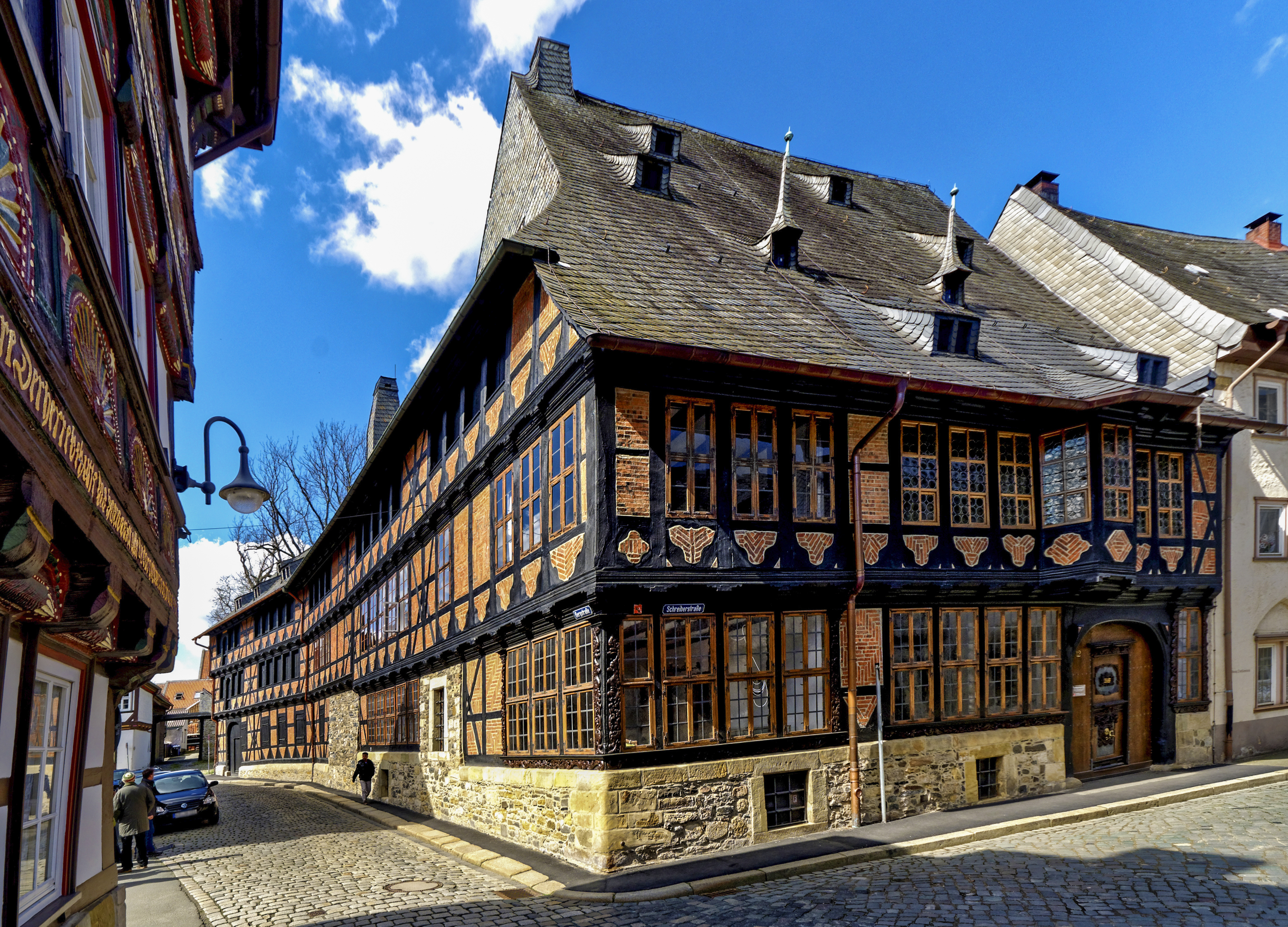
Siemenshaus in Goslar, Schreiberstraße 12

Das Siemenshaus ist ein Fachwerkhaus in Goslar, an der Ecke Schreiber-/Bergstraße. Errichtet wurde es 1692/93 von dem Kaufmann und Stadthauptmann Hans Siemens. An der Haustür befindet sich in ornamentaler Holzschnitzerei der Leitspruch des Erbauers: ora et labora – bete und arbeite.
Die bereits 1384 erstmals urkundlich erwähnte Familie Siemens war von Ackerbürgern und angesehenen Handwerksmeistern, die in Goslarer Gilden leitende Stellungen einnahmen, Anfang des 17. Jahrhunderts zu Kaufleuten, Gutspächtern und Bildungsbürgern aufgestiegen und stellte der Freien Reichsstadt vier Bürgermeister. Ein Zweig gründete 1847 das Weltunternehmen Siemens.

## Eingangshalle und Hof
Zunächst betritt man die „Däle“ (= Diele), eine gepflasterte Eingangshalle, die einst die Einfahrt zum dreiseitig umbauten Hof bildete. Mit einem Seilzug wurden die Handelsgüter durch eine Luke in die vier Dachböden hochgehoben, die von einem Schieferdach geschützt sind. Im Hof links befindet sich die Braustube mit einem großen Kesselofen und den Requisiten, die zum Brauen des „Gose-Bieres“ gedient hatten. Ein aufgebohrter Baumstamm, Teilstück der Wasserzuführung von der Gose, erinnert an die mittelalterliche Wasserversorgung im Altstadtgebiet Goslars. Aus dem 19. Jahrhundert stammt der bis 1916 betriebene kleine Krämerladen, der einst in der Däle untergebracht war und heute im Nebenraum der Braustube eingerichtet ist.

## Haus

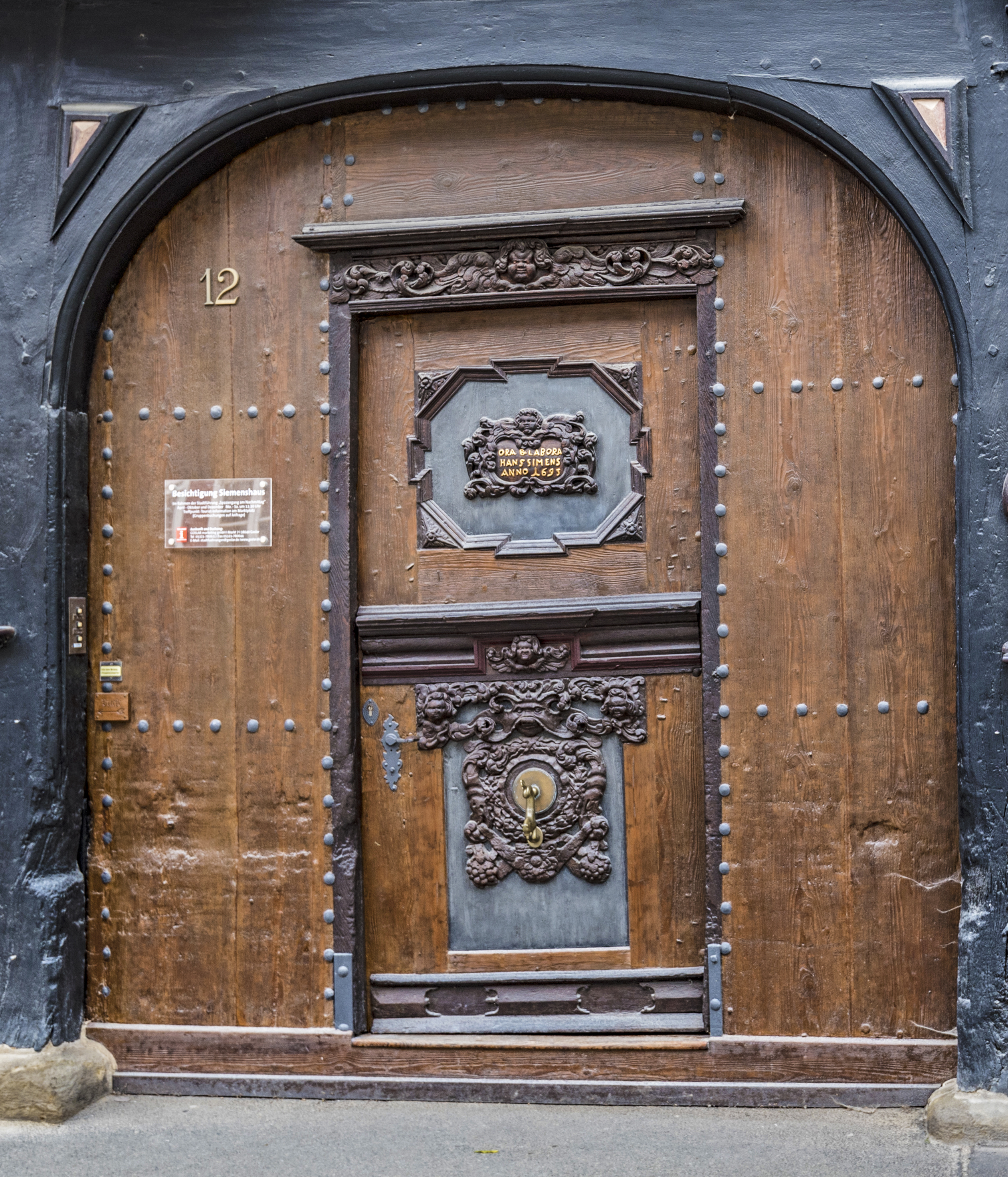
Haustür des Siemenshauses

Im Obergeschoss befinden sich die Archivräume, ein großer Saal für Sitzungen und ein Eckzimmer mit Blick in Richtung Markt und Kaiserpfalz. Dort befindet sich eine graphische Übersicht, auf der die wichtigsten Namensträger der Familie in ihrem genealogischen Zusammenhang dargestellt sind, und eine Büste Werner von Siemens’, die von Adolf von Hildebrand modelliert wurde. Die Fensterfassungen entlang der Bergstraße sind innen durch geschnitzte barocke Säulen geschmückt.
Der große Saal erhielt bei der Restaurierung 1954 wieder – wie im Zeitalter seiner Entstehung – Fenster mit Butzenscheiben. Auch die Türen und Deckenbalken in dunkelbrauner Farbe entsprechen dem Stil des Barock.

## Geschichte
Das bis heute verbreitete Stadtgeschlecht Siemens der Reichsstadt Goslar wird am 2. Januar 1384 mit dem Ackerbürger Henning Symons erstmals urkundlich erwähnt. Die sichere Stammreihe beginnt mit Ananias Siemens (1538–1591). Dieser war Bürger, Brauer, Ölmüller und Mitglied der Schuhmachergilde in Goslar. Ein Wappensiegel der Familie ist seit 1670 nachgewiesen.
Der Familie entstammt eine große Anzahl von Nachkommen, die in Handwerk und Verwaltung, in Wirtschaft und Kultur, als Händler und Kaufleute, im Berg- und Hüttenwesen, in der Rechtswissenschaft und anderen gelehrten Berufen, aber auch in der Landwirtschaft und im 19. Jh. als Erfinder, Techniker und Unternehmer sowie im Bankfach an führender Stelle tätig waren. Weitere im norddeutschen Raum von Holland bis nach Ostpreußen, u. a. auf der Insel Helgoland, ansässige Siemens-Sippen besitzen jedoch keine sichtbare Verbindung zu der Goslarer Familie, hier ist wohl lediglich eine Namensgleichheit aufgrund des Vornamens Simon anzunehmen, von dem sich der Familienname ableitet. Die ersten Siemens in Goslar waren Ackerbürger und in der Folgezeit zünftig organisierte Schuhmacher. In der durch Erzabbau zu Wohlstand gekommenen Reichsstadt Goslar erzielten sie an der Wende vom 15. zum 16. Jh. zunehmend wirtschaftliche und gesellschaftliche Erfolge. Stammvater Ananias betrieb eine Brauerei und eine Ölmühle und verfügte in Goslar über ausgedehnten Hausbesitz. Nach Aufnahme in die Wortgilde wurde er 1579 in den Rat der Stadt deputiert, Mitglied des Wietamts, einer Behörde für zivile Rechtssachen, und 1585 als Wachtherr im Tafelamtsbuch bestätigt.
Ananias' Enkel Hans (1628–94) ist der Erbauer des Siemenshauses, eines der bedeutendsten Bürgerhäuser des späten Barock. Hans war seit 1654 Mitglied der Kramer- wie der Wortgilde, seit 1686 deren Sprecher im Stadtrat und bekleidete daneben das Amt eines Stadthauptmanns und Achtmanns. Sein Sohn Hans Henning (1667–1725) war ebenfalls erfolgreich in Handel und Gewerbe; er übernahm 1715 in Pacht den bei Goslar gelegenen Ohlhof, der bis 1825 in der Familie verblieb. Sein Bruder Georg Heinrich (1659–1740) war Handelsherr, Stadtvogt und langjähriger Provisor der geistlichen Stiftungen. Sein besonderes Verdienst als Bürgermeister liegt im Wiederaufbau Goslars und insbesondere der Stephani-Kirche nach dem Stadtbrand von 1728. Neben zahlreichen Gilde- und Ratsherren stellte die Familie Siemens vier Bürgermeister, von denen Johann Georg (1748–1807), ein Enkel Hans Hennings, der letzte zu reichsstädtischen Zeiten war. Der promovierte Jurist und Advokat setzte während seiner Amtszeit umfassende Reformen in der Stadtverwaltung sowie eine Neuordnung der Steuer- und Finanzpolitik durch.

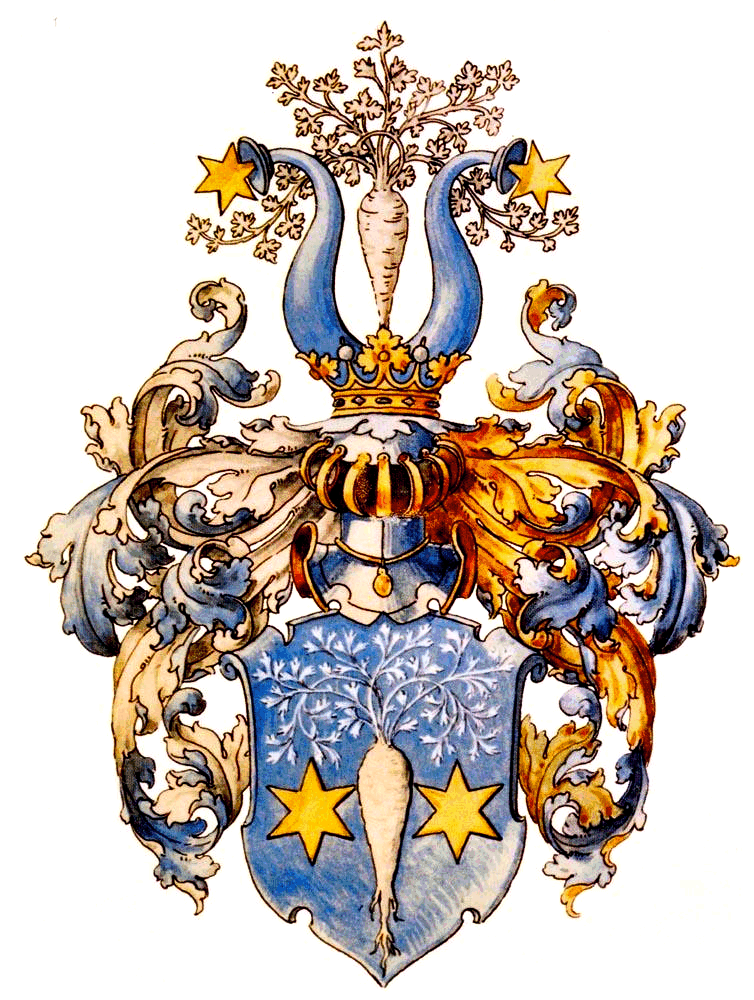
Wappen (mit Adelskrone) derer von Siemens

Bedeutendster Namensträger ist jedoch der in Lenthe bei Hannover geborene Werner Siemens (1816–1892), einer der Pioniere der Elektrotechnik, der 1847 mit der Gründung seiner Telegraphen-Bauanstalt Siemens & Halske in Berlin die Keimzelle des heutigen global tätigen Unternehmens Siemens schuf. 1866 hat er mit der Entdeckung des dynamoelektrischen Prinzips und der Konstruktion der ersten Dynamomaschine die wirtschaftliche Starkstromtechnik begründet. 1888 erhob ihn Kaiser Friedrich III. in den erblichen Adelsstand.
Das Siemenshaus befand sich während der Jahre 1778 bis 1916 nicht im Besitz der Familie, wurde dann aber anlässlich des 100. Geburtstags von Werner von Siemens von dessen Kindern zurückerworben, um als Familienstammhaus für Tagungen und Zusammenkünfte und als Sammelstätte für ein Familienarchiv mit Dokumenten, Bildern und Büchern zu dienen. Es befindet sich bis heute im Besitz einer Familienstiftung. Intensive familiengeschichtliche Forschungen führte erstmals Leo Siemens (1847–1925) durch, der 1873 den Siemens-Familienverband mit Sitz in Goslar begründete, dem die Namensträger aller Zweige des Goslarer Gesamtgeschlechts angehören. Diese Untersuchungen setzte Hermann Siemens (1891–1969) fort, der an der Universität Leiden eine Professur für Dermatologie innehatte und mit richtungsweisenden wissenschaftlichen Arbeiten in der Medizin hervortrat.

## Besichtigung
Eine Besichtigung ist auf Anfrage oder im Rahmen einer Gruppenführung möglich.